# Eric von Rosen (1902–1967)
Eric Olof von Rosen, född den 3 november 1902 i Stockholm, död där den 24 april 1967, var en svensk greve och hovman. Han var son till Eugène von Rosen och dotterson till Olof Wijk den yngre.
von Rosen avlade studentexamen vid Lundsbergs skola 1921 och bedrev därefter studier vid universiteten i Uppsala och Grenoble samt vid Alnarps lantbruksinstitut. Han genomgick Kavalleriets officersaspirantskola 1922–1923 och Krigsskolan 1924. von Rosen blev fänrik i Livregementets dragoners reserv sistnämnda  år, underlöjtnant 1926, löjtnant i Livregementets till häst reserv 1928 och ryttmästare 1939. Han blev regementsadjutant vid Livregementet till häst sistnämnda år och var regementsstabschef där 1941–1945. von Rosen var militär ledamot av beskickningen till den abessinske kejsarens kröning 1930, chef för Svenska Röda Korsets internationella avdelning 1945–1948 och ledamot av den internationella flyktingkommittén i Västtyskland 1949–1951. Han blev kammarherre 1942. von Rosen ägde och bebodde Hässle säteri i Lerbo socken i Södermanlands län 1930–1936. Han var under den tiden ordförande i kommunalfullmäktige i Lerbo landskommun. von Rosen blev nämndeman 1959.